# Saab 9-3X
Saab 9-3X är en personbil från Saab Automobile AB som lanserades hösten 2009. Bilen bygger på modellen Saab 9-3 SportCombi men är 35 mm högre och med en annan design på stötfångaren. Bilen är av typen cross country eller CUV och går att få med både fyrhjulsdrift och även enbart med framhjulsdrift. Fyrhjulsdrift går endast att få med bensin- eller BioPowermotor. Modellen tillverkades vid Stallbackaverken i Trollhättan. Totalt tillverkades 3954st 9-3X.

## Modellprogram
Modellprogrammet år 2009:
| Modell        | Motor                       | Cylindervolym | Turbo | Effekt | 0–100 km/h         | Toppfart                 | Bränsle    |
| ------------- | --------------------------- | ------------- | ----- | ------ | ------------------ | ------------------------ | ---------- |
| 2,0T          | 4-cyl rak motor 16 ventiler | 1998 cm³      | Ja    | 210 hk | 8,5 s (aut: 9,6 s) | 230 km/h (aut: 220 km/h) | Bensin     |
| 2,0T BioPower | 4-cyl rak motor 16 ventiler | 1998 cm³      | Ja    | 210 hk | 8,5 s              | 230 km/h                 | Bensin/E85 |
| 2,0T Hirsch   | 4-cyl rak motor 16 ventiler | 1998 cm³      | Ja    | 240 hk | 8,0 s (aut: 9,0 s) | 245 km/h (aut: 220 km/h) | Bensin     |
| 1,9TTiD       | 4-cyl rak motor 16 ventiler | 1910 cm³      | Ja    | 180 hk | 8,7 s (aut: 9,2 s) | 220 km/h (aut: 215 km/h) | Diesel     |

## Bilder

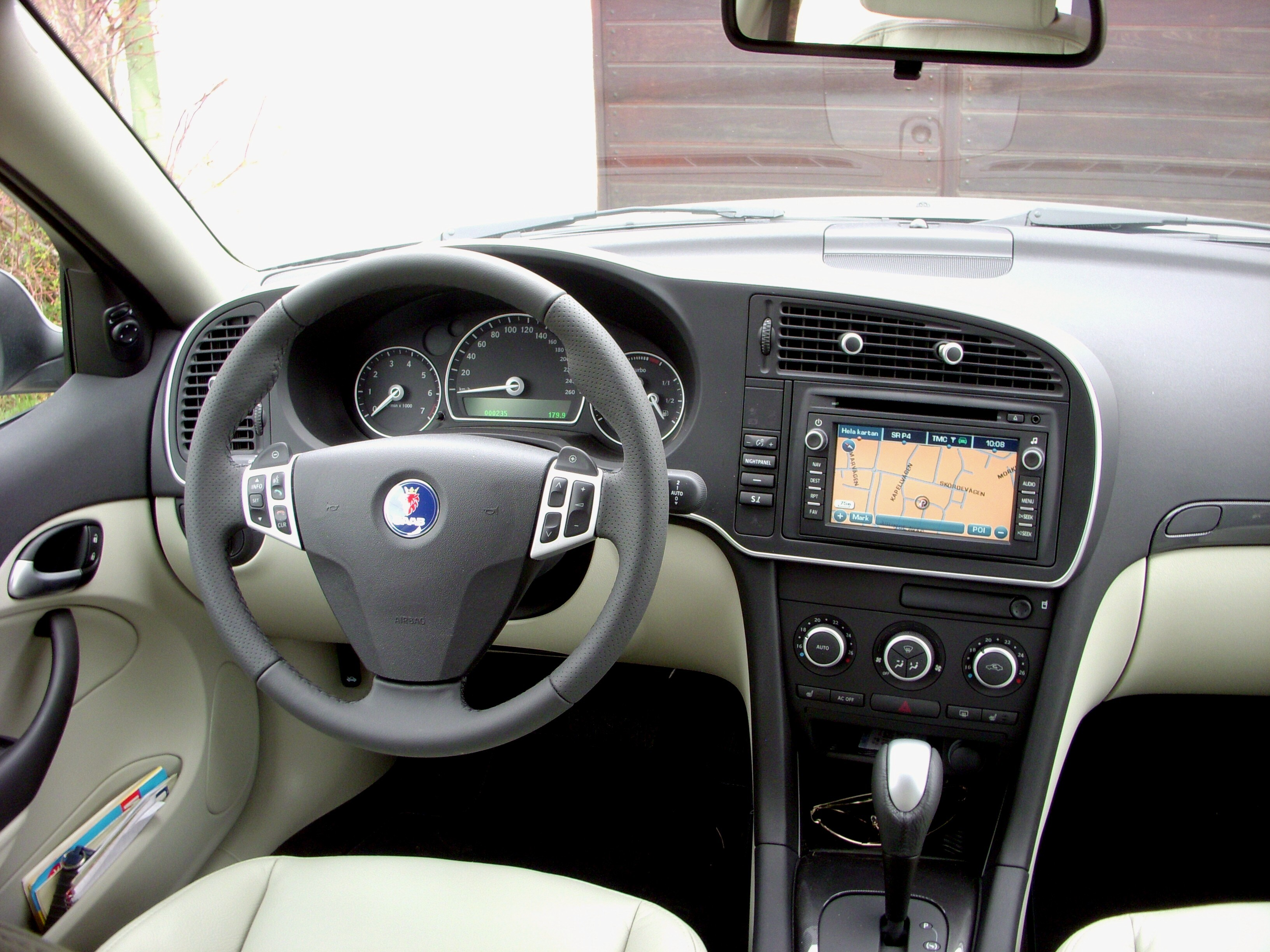
Förarplats och instrument
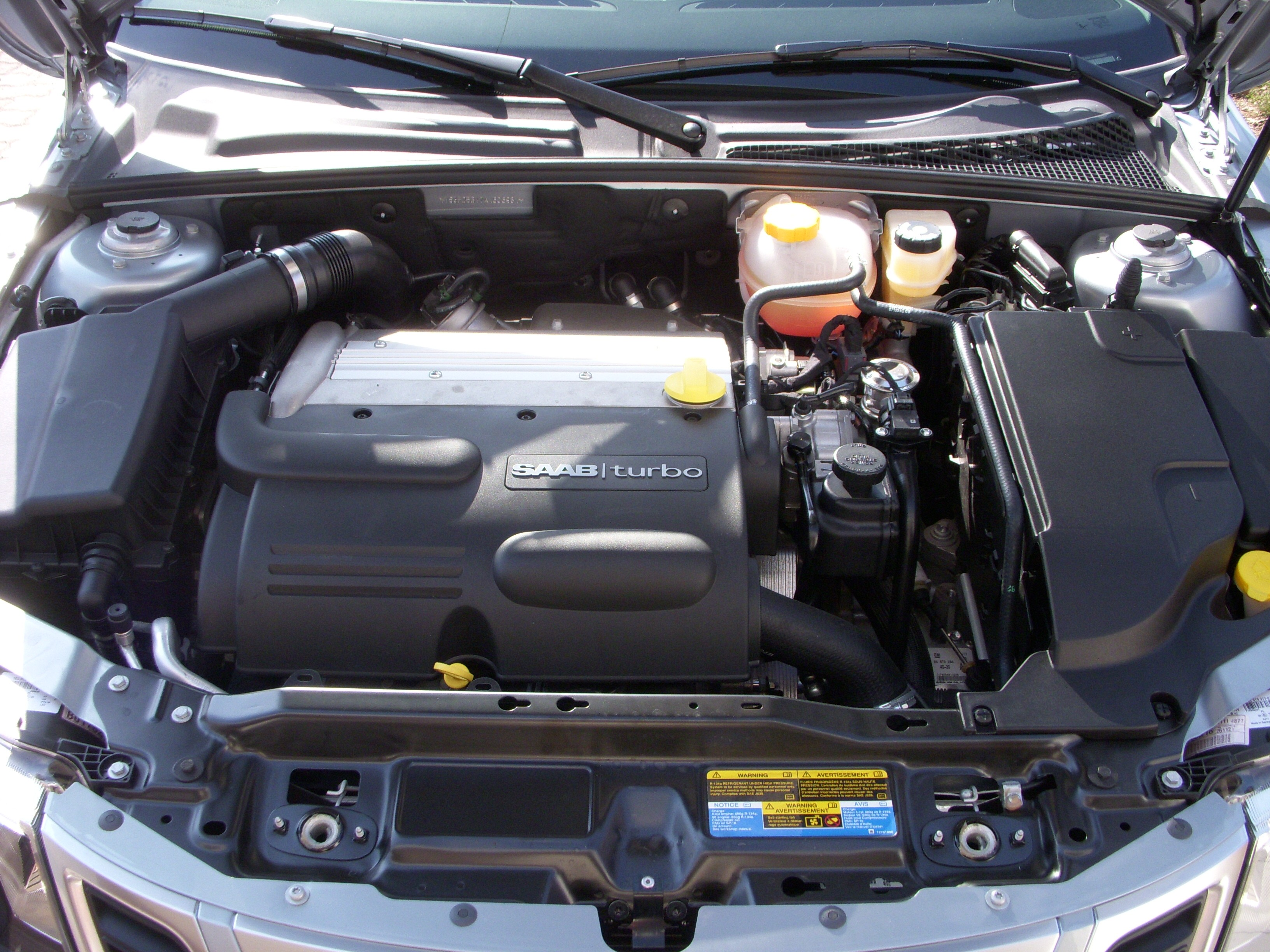
210 hk, turbo, bensin-motor
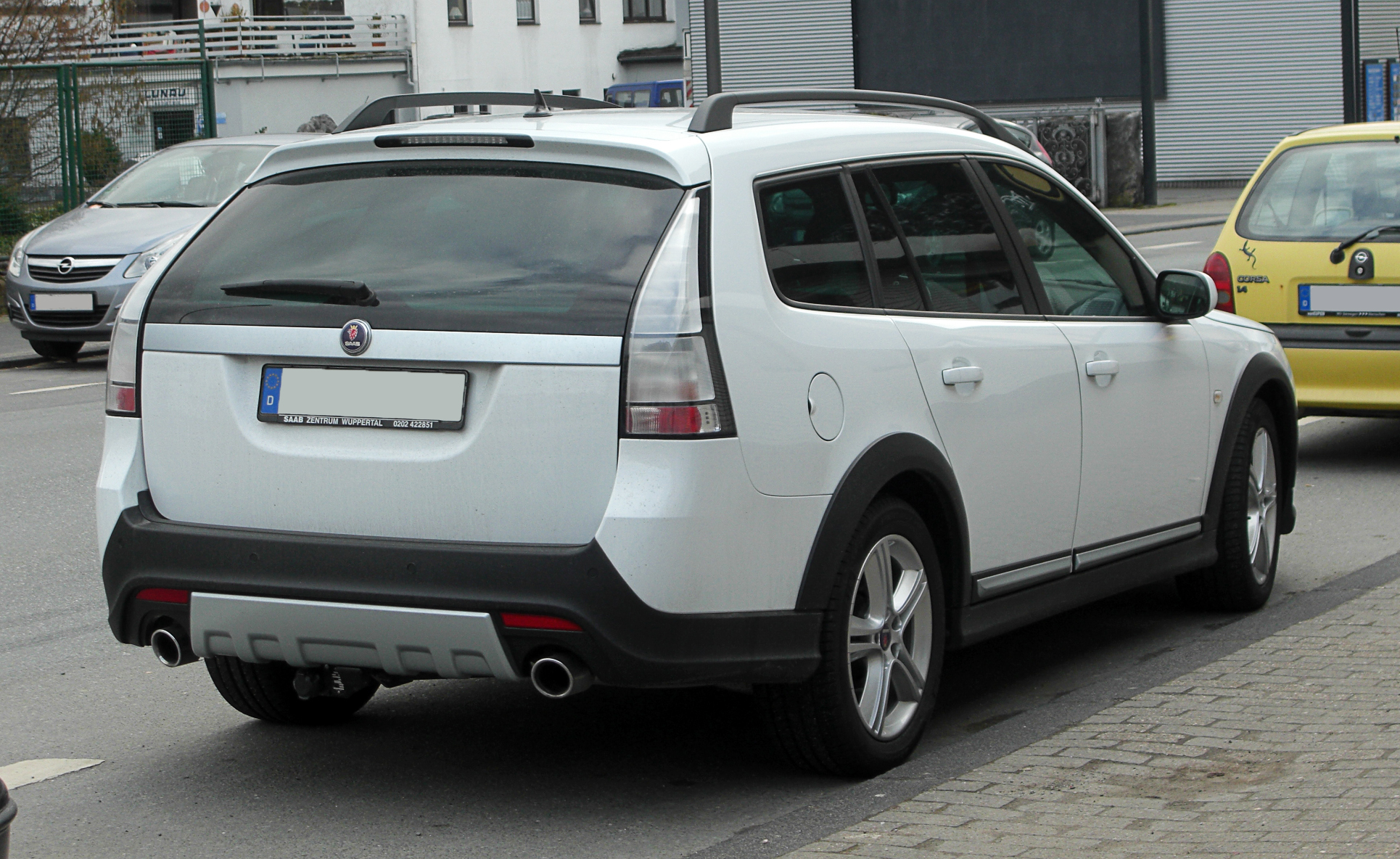
Bakluckan